# Music for Millions
Music for Millions és una pel·lícula de comèdia musical de 1944 dirigida per Henry Koster i protagonitzada per Margaret O'Brien, José Iturbi, Jimmy Durante, June Allyson, Marsha Hunt, Hugh Herbert, Harry Davenport, i Marie Wilson. Fou nominada a l'Oscar al millor guió original el 1946.

## Argument
"Mike", de 6 anys, arriba a Nova York per quedar-se amb la seva germana gran embarassada Barbara Ainsworth, que viu juntament amb un grup de dones joves, les seves companyes d'orquestra simfònica. Mentre l'orquestra es prepara per fer una gira pels camps de l'exèrcit, reben un telegrama informant-los de la mort del marit soldat de Barbara al teatre de guerra del Pacífic. Les noies decideixen guardar-li la tràgica notícia fins que neixi el seu nadó. L'orquestra es mostra tocant diversos estàndards clàssics davant diversos públics militars. El talentós Iturbi dirigeix el grup de manera diversa i interpreta sense esforç peces de piano difícils, mentre que Durante canta còmicament i actua com a avi per a Mike. Amb un final sorprenent, poc abans de donar a llum, la Bàrbara rep una carta del seu marit dient que està de bon humor i convalescent en un hospital militar.

## Repartiment
- Margaret O'Brien com a Mike
- José Iturbi com ell mateix
- Jimmy Durante com a Andrews
- June Allyson com Barbara Ainsworth
- Marsha Hunt com a Rosalind
- Hugh Herbert com a oncle Ferdinand
- Harry Davenport com a Doctor
- Marie Wilson com a Marie
- Larry Adler com a Larry
- Ben Lessy com a Kickebush
- Connie Gilchrist com a dona d'ajuda als viatgers
- Katharine Balfour com a Elsa
- Helen Gilbert com a Helen
- Mary Parker com a Anita
- Madeleine Lebeau com a Jane
- Ethel Griffies com a Sra. McGuff
- Eddie Jackson com a cantant
- Jack Roth com a bateria
- Ed Wynn
- Lillian Yarbo com a Jessie (sense acreditar)

## Banda sonora
- Clair de Lune
  - Música de Claude Debussy
  - Interpretada per Larry Adler a l’harmonica i Josep Iturbi al piano
- Sinmfonia No. 9 en E minor, 4t moviment d’ Antonín Dvořák dirigida per José Iturbi
- Concert per a piano en A Menor
  - Música d’Edvard Grieg
  - Interpretada per Josep Iturbi
- The March of the Toys
  - de Babes in Toyland
  - Música de Victor Herbert
- Vals en mi menor
  - Música de Frédéric Chopin
  - Interpretada per Josep Iturbi
- Hallelujah Chorus
  - d'El Messies
  - Música de Georg Friedrich Händel
- Toscanini, Iturbi and Me
  - Escrit per Harold Spina, Walter Bullock i Jimmy Durante
- At Sundown
  - Escrit per Walter Donaldson
- Umbriago
  - Escrit per Jimmy Durante i Irving Caesar
- Jam Session
  - Música de Calvin Jackson

## Recepció
Segons els registres de MGM, la pel·lícula va guanyar 2.341.000 dòlars als EUA i Canadà i 1.504.000 dòlars a altres llocs, el que va suposar un benefici de 824.000 dòlars.